# Batalla del Fuerte San Luis
La batalla del Fuerte San Luis sucedió el 25 de agosto de 1557 en el Fuerte San Luis, ubicado en el actual puerto de Talcahuano, Biobío, como parte de la Guerra de Arauco, que enfrentaba a españoles y mapuches.

## Antecedentes
El recientemente llegado gobernador García Hurtado de Mendoza, esta decidido a terminar con el levantamiento indígena. Llegó
junto a sus hombres a la bahía de Concepción y desembarcaron en la isla de la Quiriquina levantando un campamento provisional.
Una vez asentado en Concepción, García Hurtado pretendió una política de aparente allegamiento y buena voluntad hacia los indígenas, quienes aceptaron los regalos del gobernador pero no estaban dispuestos a que sus territorios fueran ocupados por los españoles.
Lincoyán y otros caciques supieron que la caballería venía por tierra desde Santiago y concibieron un plan que pretendía cortar dichas fuerzas atacándolas en Andalicán, cercano a Concepción.
García Hurtado supo del plan indígena y se dio cuenta de que dicha conducta más que promover un acercamiento era considerado por los mapuches como signos de debilidad y temor por parte del nuevo gobernador, decidió cambiar entonces radicalmente de actitud con ellos.
Por otra parte, García Hurtado no sabía nada de mapuches y cometió el error de no hacerse reforzar por nativos amigos, como siempre lo habían hecho los demás capitanes de Valdivia. Se había embarcado de La Serena a Concepción, sin incluir un solo auxiliar. Desconocía la capacidad de apoyo del yanaconaje y la fidelidad de las tribus "picunches" amigas. En Europa jamás vio "indio" en los ejércitos, por lo que no concebía aún incorporarlos a sus fuerzas. Este error se sumó al desincronizado avance de sus fuerzas de infantería, enviadas por mar, separadas de la caballería, de manera que cuando habían desembarcado en la isla de la Quiriquina, las fuerzas montadas, su principal arma, aún estaban aún en Santiago.
Sin caballería y sin auxiliares, García Hurtado se dio cuenta del peligro que realmente corría y mandó por mar a apurar los refuerzos a Santiago. Se dirigió de inmediato a tierra mapuche, levantando el fuerte San Luis de Toledo con el objeto de enfrentar la iniciativa de los caciques, el que fue prontamente atacado por los mapuches.

## El ataque
Tres escuadrones mapuches, al mando de los toquis Grecolano, Petegolen y Tucapel, atacaron el fuerte.
Las acciones las comenzó Grecolano, que usando su lanza como garrocha, atravesó con un salto las defensas españolas, junto con sus hombres.
El vice toqui Pinol hizo lo mismo, pero murió en el intento por un tiro de arcabuz. En esta acción, el plan inicial de abrir las puertas al invasor fracasó. Después de dura lucha, Gregolano intentó salir de la misma forma en que había entrado, pero murió en el intento.
Petegolen logró trepar los muros con sus principales hombres, en el otro extremo del fuerte, pero una bala de cañón terminó con su vida. También morían Loncomilla, Guampicol y Lebupie un tiempo después.
Mientras tanto, Tucapel y sus hombres lograban traspasar el foso y se trabaron en dura lucha con los españoles, consiguiendo conquistar el muro del fuerte y el hospital. Cuando los españoles estaban a punto de ser derrotados, desembarcó las fuerzas española que venían a auxiliar a los del fuerte. Entonces, los españoles obtuvieron la victoria, tras cuatro horas de lucha.

## Fuente
- La guerra de Arauco —- Batalla del fuerte San Luis.

- Datos: Q5482387